# Germencik
Germencik ist eine Stadt im gleichnamigen Ilçe (Landkreis) der türkischen Provinz Aydın und gleichzeitig ein Stadtbezirk der 2012 geschaffenen Büyükşehir belediyesi Aydın (Großstadtgemeinde/Metropolprovinz). der Ort liegt inmitten der fruchtbaren Ebene des Büyük Menderes (Großen Mäanders). Die Autobahn von Izmir nach Aydın (E 87), sowie diverse Bahnlinien verlaufen durch die Stadt. Der Ort hieß früher Değirmencik.
Die Reste der antiken Stadt Magnesia am Mäander befinden sich am Rande von Germencik.
In der Türkei zählt Germencik zu den Gebieten mit der ertragreichsten Feigenernte. Olivenbauern und Olivenöl-Raffinerien sind hier auch zahlreich angesiedelt. Ein großer Teil der Ernte, auch Baumwolle, Quitten, Trauben und Granatäpfel, wird exportiert.
In Germencik befindet sich das zurzeit größte Geothermiekraftwerk der Türkei mit einer Leistung von 47,4 MW.
Seit einer Gebietsreform 2014 ist der Ilçe (Landkreis) flächen- und einwohnermäßig identisch mit der Kreisstadt, alle 31 ehemaligen Dörfer (Köy) und die drei Gemeinden (Stand Ende 2012: Hidirbeylİ, Mursalli sowie Ortaklar) des Kreises wurden Mahalle (Stadtviertel) der Stadt.